# My Hero Academia: Vigilantes
«My Hero Academia: Vigilantes» (яп. ヴィジランテ -僕のヒーローアカデミア ILLEGALS-, Vijirante: Boku no Hīrō Akademia Irīgarusu, Моя академія героїв:Нелегали) — серія манґи, написана Хідеюкі Фурухаші та проілюстрована Беттен Кортом. Вона є як спінофом, так і приквелом до манґи «Boku no Hero Academia» Кохея Хорікоші. Її серіалізація розпочалася в журналі Shueisha «Jump Giga» у серпні 2016 року, але в жовтні того ж року її було перенесено до онлайн-журналу Shueisha «Shonen Jump+», а її розділи також зібрано в 15 томів у форматі танкобон. Аніме-телесеріал, створений студією Bones Film, прем'єрував у квітні, а завершився у червні 2025 року. Після фінальної серії було анансовано 2 сезон на 2026 рік

## Сюжет
«My Hero Academia: Vigilantes» відбувається за п'ять років до подій основної серії. Історія розповідає про Коічі Хаймаварі, молодого чоловіка, який використовує свою особливість, щоб допомагати іншим, не будучи ліцензованим Героєм. Після того, як на нього та вуличну артистку Казухо Ханеяму нападає група бандитів, їх рятує сильний вігілант Кулачний Боєць, який вербує Коічі та Казухо, щоб вони самі стали вігілантами.

## Медіа

### Манґа
Написана Хідеюкі Фурухаші та проілюстрована Беттен Кортом, манґа «My Hero Academia: Vigilantes» почала публікуватися в журналі Shueisha «Jump Giga» 20 серпня 2016 року, а в жовтні того ж року була перенесена до «Shōnen Jump+». Серія завершилася 28 травня 2022 року. Shueisha зібрала її розділи в окремі томи у форматі танкобон. Перший том вийшов 4 квітня 2017 року, а 15-й і останній том — 4 липня 2022 року. Спеціальна однотомна манґа «арки» була опублікована в Shonen Jump+ 15 квітня 2025 року. Серію ліцензовано для видання англійською мовою в Північній Америці компанією Viz Media.

#### Список томів
| 1. «I'm Here» (яп. 俺がいる, Ore ga Iru) 2. «Takeoff» (яп. 離陸, Teikuofu) 3. «Nice Guy Reborn» (яп. 親切マン改, Shinsetsu Man Aratame) 4. «Honesty» (яп. 素顔, Sugao) 5. «Bee» (яп. 蜂, Hachi) |

| 1. «No Need to Hold Back» (яп. 手加減無用, Tekagen Muyō) 2. «Top Runner» (яп. トップランナー, Toppu Ran'nā) 3. «Him» (яп. «あの人"のこ, «Ano Hito" no Koto) 4. «Judgment» (яп. 断罪, Danzai) 5. «Scream» (яп. 悲鳴, Himei) 6. «Crossing Lines» (яп. 一線, Issen) |

| 1. «Senpai» (яп. 先輩, Senpai) 2. «Truth» (яп. 真, Makoto) 3. «Major" 4. «Playboy" 5. «Mom Descends» (яп. 猛母襲来!, Mō Haha Shūrai!) 6. «Tag Team!» (яп. タッグ結成!, Taggu Kessei!) 7. «Force of Will Acceleration!» (яп. 気合いで加速!, Kiai de Kasoku!) |

| 1. «Family» (яп. 家族, Kazoku) 2. «Event Announcement!» (яп. イベント開催!, Ibento Kaisai!) 3. «Ensemble, Assemble!» (яп. ユニット結成!, Yunitto Kessei!) 4. «The Day Of» (яп. 本番当日, Honban Tōjitsu) 5. «Daughter» (яп. 娘, Musume) 6. «A Father-Daughter Talk» (яп. 親子の会話, Oyako no Kaiwa) 7. «Goodbye to Dad» (яп. パパにさよなら, Papa ni Sayonara) 8. «Tamao» (яп. 珠緒) |

| 1. «Business as Usual» (яп. 俺たちのいつものシゴト, Oretachi no Itsumo no Shigoto) 2. «What a Man Takes with Him» (яп. 男がその手に取るものは, Otoko ga Sono Te ni toru Mono wa) 3. «Equipment Issues» (яп. 武装検討, Busō Kentō) 4. «Cooperation Request» (яп. 協力要請, Kyōryoku Yōsei) 5. «Day-Tripping Down to Naniwa!» (яп. 浪花なにわの街に出張やで!, Naniwa no Machi ni Shutchō ya de!) 6. «Idols Keep Their Secrets!» (яп. アイドルには秘密があんねん!, Aidoru ni wa Himitsu ga An Nen!) 7. «Stumbling into Nasty Business!» (яп. ヤバいモンめっけたで!, Yabai Mon mekketa de!) 8. «Crabtastic Rampage!» (яп. カニカニ大暴走や!, Kanikani Dai Bōsō ya!) 9. «Blown-Up Hero?! See Ya Later!» (яп. ヒーロー爆発!? ほな､さいなら!, Hīrō Bakuhatsu!? Hona, Sainara!) |

| 1. «Must-Have Merchandise» (яп. これがみんなの欲しいモノ!, Kore ga Min'na no Hoshī Mono!) 2. «Public and Private» (яп. 公と私と, Kō to Watashi to) 3. «High-Speed» (яп. 超速!, Chōsoku!) 4. «A Rational Man» (яп. 合理的な男, Gōriteki na Otoko) 5. «A Rational Team-Up» (яп. 合理的に共闘, Gōriteki ni Kyōtō) 6. «Ultimate Move!» (яп. 必殺!!, Hissatsu!!) 7. «Mixer» (яп. 合コンに行くよ, Gōkon ni iku yo) 8. «Casanova» (яп. モテ期が来たよ, Moteki ga kita yo) 9. «One Outrageous Traveler» (яп. 法外の旅行者, Hōgai no Ryokōsha) |

| 1. «The Man Returns» (яп. 帰ってきた男, Kaettekita Otoko) 2. «Christmas Eve Hero» (яп. 聖夜の英雄, Seiya no Hīrō) 3. «Farewell Party!» (яп. いざ お別れ会!, Iza o Wakare-kai!) 4. «Investigation Start! Steamy Romance Spotted?!» (яп. 捜査開始!→熱愛発覚!?, Sōsa Kaishi! Netsuai Hakkaku!) 5. «Zero Hour» (яп. ゼロ・アワー, Zero Awā) 6. «Defend the Tower!» (яп. タワーを守れ!, Tawā o Mamore!) 7. «I Do What I Can» (яп. 人事を尽くせ!, Jinji o Tsukuse!) 8. «Balloon Soul» (яп. フーセンの心, Fūsen no Kokoro) 9. «Limits and Catastrophe» (яп. 限界と破局, Genkai to Hakyoku) |

| 1. «Hotline» (яп. ホットライン, Hottorain) 2. «This is a Hero!!» (яп. これがヒーロー!!, Kore ga Hīrō!!) 3. «I'm No Hero» (яп. 英雄に非ず, Eiyū ni arazu) 4. «Explosive Man» (яп. 爆弾になる男, Bakudan ni naru Otoko) 5. «International Flight Home» (яп. 国際線 帰国便, Kokusaisen Kikoku-bin) 6. «Rain and Cloud» (яп. 雨と雲, Ame to kumo) 7. «Taking in a Stray» (яп. 迷い猫 預かります, Mayoi neko Azukarimasu) 8. «Two as One» (яп. ふたりでひとり, Futari de Hitori) 9. «Glass Sky» (яп. ガラスの空, Garasu no Sora) |

| 1. «Find that Resolve» (яп. 覚悟を決めろ, Kakugo o kimero) 2. «Fight on, Shota» (яп. がんばれショータ, Ganbare Shōta) 3. «A Sky with No Rain Left» (яп. 雨上がりの空に, Ameagari no Sora ni) 4. «Graduation and Career Path» (яп. 卒業と進路, Sotsugyō to Shinro) 5. «Professional / International / Spicy Curry» (яп. 本格･国際･辛口カレー, Honkaku Kokusai Karakuchi Karē) 6. «I'd Better Not Lose» (яп. 負けるな あたし, Makeruna Atashi) 7. «Hero on the Scene» (яп. ヒーロー登場, Hīrō tōjō) 8. «True Self» (яп. ほんとの自分, Honto no Jibun) 9. «Thanks for the Guidance» (яп. ご指導どうも, Go shidō dōmo) 10. «Searching for You» (яп. 君を探して, Kimi o Sagashite) |

| 1. «The Queen Descends» (яп. 女王光臨, Joō Kōrin) 2. «After the Storm» (яп. 嵐のあと, Arashi no ato) 3. «Letter» (яп. 手紙, Tegami) 4. «Deadly Weapon» (яп. 凶器, Kyōki) 5. «Strategy» (яп. 作戦, Sakusen) 6. «Dispatch» (яп. 出動, Shutsudō) 7. «Inferno Number Two» (яп. INFERNO No. 2) 8. «Who's That Now?» (яп. それは誰だ, Sore wa Dareda) 9. «Bee My Pop» |

| 1. «High-Speed Hero II» (яп. 超速ヒーローII, Chōsoku Hīrō Tsū) 2. «Earthbound Perp» (яп. 咎人 地に在りて, Togabitochi ni Arite) 3. «Dreams of a Hero» (яп. 英雄の夢, Eiyū No Yume) 4. «Questioning» (яп. 尋問, Jinmon) 5. «Masked Fighting Tournament» (яп. 仮面武闘会, Kamen butō-kai) 6. «RAP RAP RAP» (яп. RAP RAP RAP, RAP RAP RAP) 7. «Hidden Face, Bare Ears» (яп. 頭隠して耳隠さず, Atamakaku Shite Mimi Kakusazu) 8. «Super-Smashing Tiger Bunny!» (яп. 乱闘! タイガーバニー, Rantō! Taigābanī) 9. «Team-Up in the Underground» (яп. チームアップ in the UG, Chīmuappu in the Andāguraundo) 10. «Dash Ahead to Plan B» (яп. 走るプランB, Hashiru Puran B) |

| 1. «Might Signal» (яп. マイトシグナル, Maito Shigunaru) 2. «Three-Second Back-and-Forth» (яп. 3秒の攻防, San-yō no Kōbō) 3. «Underground Roots» (яп. 地下茎, Chikakei) 4. «Moon» (яп. 月, Tsuki) 5. «Negotiations» (яп. 交渉, Kōshō) 6. «Pursuers» (яп. 追手, Otte) 7. «Irrational Persuasion Technique» (яп. 合理的説得法, Gōri-teki Settoku-hō) |

| 1. «Faceless Invasion» (яп. 無貌の侵略, Mubō no Shinryaku) 2. «Detonate!» (яп. 超爆!, Kibaku!) 3. «Soar into the Night» (яп. 夜を翔ける, Yoru o Kakeru) 4. «Intruder» (яп. 侵入者, Shin'nyū-sha) 5. «Should've Aimed for the Head» (яп. 脳を撃てば, Nō o Uteba) 6. «This Face» (яп. この顔, Kono Kao) 7. «Commence Operation Escape» (яп. 逃走開始, Tōsō Kaishi) 8. «Crawler Chase" 9. «Hundred-Hit Rush» (яп. 連打百遍, Renda Hyaku-ben) |

| 1. «Dweller of the Depths» (яп. 深淵に棲むもの, Shin'en ni Sumu Mono) 2. «Besieged» (яп. 包囲網, Hōi-mō) 3. «Careless» (яп. 油断, Yudan) 4. «Return of the Fist» (яп. 鉄拳復活, Tekken Fukkatsu) 5. «Blunder and Consequence» (яп. 誤算の果て, Gosan no Hate) 6. «Ultimate Villain» (яп. 最悪の敵, Saiaku no Teki) 7. «Dogfight» (яп. ドッグファイト, Doggufaito) 8. «Treatise on Power» (яп. 力の結論, Chikara no Ketsuron) 9. «Final Lesson» (яп. 最後の教え, Saigo no Oshie) |

| 1. «Gotta Be the Bad One» (яп. これは絶対ダメなやつ, Kore wa Zettai Damena Yatsu) 2. «Golden Age» (яп. 楽しい時間, Kogane Jidai) 3. «Until Then, I'm...» (яп. だから俺が, Dakara Ore ga) 4. «Rootin' For Ya!» (яп. 応援, Ōen) 5. «Backup on the Scene» (яп. 援軍到着, Engun Tōchaku) 6. «One-Two Finish» (яп. ワンツー・フィニッシュ, Wan Tsū Finisshu) 7. «Bye-Bye, Hero» (яп. バイバイ ヒーロー, Bai Bai Hīrō) 8. «Always Have, Always Will» (яп. ずっとずっと, Zutto Zutto) 9. «Futures for All» (яп. それぞれの未来, Sorezore no Mirai) 10. «The Skycrawler Rising» (яп. ザ・スカイクロウラー：ライジング, Za Sukaikurōrā: Raijingu) |

### Аніме
Аніме-телесеріал за мотивами манґи було анонсовано на заході Jump Festa '25 22 грудня 2024 року. Його виробництвом займається студія Bones Film, режисером є Кенічі Сузукі, сценаристом — Йосуке Курода, дизайнером персонажів — Такахіко Йошіда, а музику написали Юкі Хаяші, Шого Ямашіро та Юкі Фурухаші. Прем'єра серіалу відбулася 7 квітня, а заверишилась 30 червня 2025 року на телеканалі Tokyo MX та інших мережах. Початковою музичною темою є пісня «Kekka Orai» (яп. けっかおーらい, В кінці все добре), яку виконує Kocchi no Kento, а завершальною темою є пісня «Speed» (яп. スピード), яку виконує yutori. Crunchyroll транслює серіал. Medialink ліцензувала серіал у Південній, Південно-Східній Азії та Океанії (крім Австралії та Нової Зеландії) для трансляції на YouTube-каналі Ani-One Asia.
Після виходу останньої серії першого сезону, було анонсовано другий сезон, премєра якого запланована на 2026 рік.

#### Серії
| № серії | Назва серії                                                                                     | Режисер(и)        | Режисер(и) анімації         | Оригінальна дата показу |
| ------- | ----------------------------------------------------------------------------------------------- | ----------------- | --------------------------- | ----------------------- |
| 1       | «Я тут» Транслітерація: «Ore ga Iru» (яп. 俺がいる)                                             | Кенічі Сузукі     | Кенічі Сузукі               | 7 квітня 2025           |
| 2       | «Зліт» Транслітерація: «Teikuofu» (яп. 離陸)                                                    | Саяка Морікава    | Кенічі Сузукі & Наото Учіда | 14 квітня 2025          |
| 3       | «Бджола» Транслітерація: «Hachi» (яп. 蜂)                                                       | Хітомі Езое       | Хітомі Езое & Кенічі Сузукі | 21 квітня 2025          |
| 4       | «Топовий бігун» Транслітерація: «Toppu Ran'nā» (яп. トップランナー)                             | Цумікі Вада       | Цумікі Вада                 | 28 квітня 2025          |
| 5       | «Справедливість» Транслітерація: «Danzai» (яп. 断罪)                                            | Шінносуке Іто     | Шінносуке Іто               | 5 травня 2025           |
| 6       | «Перетин ліній» Транслітерація: «Issen» (яп. 一線)                                              | Сатоші Такадо     | Мічіо Фукуда                | 12 травня 2025          |
| 7       | «Макото» Транслітерація: «Makoto» (яп. 真)                                                      | Кохей Хірота      | Наото Учіда                 | 19 травня 2025          |
| 8       | «Мажор»                                                                                         | Саяка Морікава    | Тайзо Йошіда                | 26 травня 2025          |
| 9       | «Візит матері» Транслітерація: «Mō Haha Shūrai!» (яп. 猛母襲来!)                                | Сатоші Такадо     | Сатоші Такадо               | 2 червня 2025           |
| 10      | «Анонс івенту» Транслітерація: «Ibento Kaisai!» (яп. イベント開催!)                             | Мічіру Ітабісаші  | Кенічі Сузукі & Наото Учіда | 9 червня 2025           |
| 11      | «День» Транслітерація: «Honban Tōjitsu» (яп. 本番当日)                                          | Кентаро Кавадзірі | Кентаро Кавадзірі           | 16 червня 2025          |
| 12      | «Прощання з татом» Транслітерація: «Papa ni Sayonara» (яп. パパにさよなら)                      | Мотонобу Хорі     | Мотонобу Хорі               | 23 червня 2025          |
| 13      | «Взяте з собою» Транслітерація: «Otoko ga Sono Te ni toru Mono wa» (яп. 男がその手に取るものは) | Цуйоші Тобіта     | Наото Учіда                 | 30 червня 2025          |

## Сприйняття
Перший том манґи розійшовся тиражем у 18 909 копій на щотижневому чарті манґ Oricon; другий том у вересні 2017 року було продано в кількості 21 123 копій; третій том у лютому 2018 року — 11 468 копій; четвертий том у квітні — 15 725 копій; п'ятий том у вересні — 16 251 копію; а шостий том у лютому 2019 року — 16 118 копій. У Північній Америці томи манґи потрапляли до щомісячного топ-20 списку графічних романів для дорослих NPD BookScan з липня 2018 року, а у вересні та жовтні 2018 року були серед 20 найкращих графічних романів у жанрі манґа.
«My Hero Academia: Vigilantes» було обрано однією з «Найкращих манґ» 2018 року, а у 2019 році на панелі «Найкраща та найгірша манґа» San Diego Comic-Con її було віднесено до категорії «Недооцінена, але чудова манґа». Barnes & Noble включили серію до свого списку «Наші улюблені манґи 2018 року», зазначивши, що вона може бути навіть цікавішою за оригінал. Вебсайт також написав: «Хоча деякі персонажі оригінальної серії час від часу з'являються, «Вігіланти» насправді є цілком новою історією, що розгортається у світі оригіналу, використовуючи інший набір можливостей і є абсолютно самодостатньою та приємною для читання».